# Бідняк та багач
«Бідняк та багач» (нім. Der Arme und der Reiche) — казка братів Грімм, опублікована у збірці «Дитячі та сімейні казки» (1815, том 2, казка 87). У казці простежується мотив з грецького міфу «Філемон і Бавкіда».

## Сюжет
Коли Бог ходив по світу між людей, то попросив одного багача впустити його переночувати, але той, бувши надто скупим, відмовив йому. Тоді Бог подався до бідняка, що жив по сусідству, і той гостинно прийняв його і нагодував. За проявлене милосердя Бог погодився виконати три його бажання. Бідняк побажав собі вічного щастя сердечного, здоров'я і хліба насущного, а оскільки більше бажань він не мав, то Бог додатково перетворив його старий будинок на новий.
Коли багач довідався про все, то зрозумів, що припустився помилки, не впустивши до себе мандрівника. За порадою дружини, він вирішив виправити все і подався вслід за Богом, а коли врешті наздогнав його, то перепросив за свою попередню поведінку, пояснюючи, що поки він шукав за ключами, то той уже пішов, і попросив й собі три бажання. Бог погодився, але зазначив, що добром це не закінчиться.
Коли багач думав, що б такого побажати, його кін спіткнувся, і той крикнув: «Та бодай би тобі шию скрутило». Так збулося його перше бажання, а оскільки йому було шкода залишити сідло, то кинув він його собі на плечі й рушив додому пішки. По дорозі багач почав проклинати дружину, як собі сидить вдома, поки він так мордується і побажав, щоб вона сиділа в цьому сідлі й не могла встати. Так збулося його друге бажання, а третім стало те, щоб жінка могла позбутися сідла і врешті з нього злізла.